# Moncef Slaoui
Moncef Mohamed Slaoui (Marrocos, 22 de julho de 1959) é um pesquisador belga. Em 15 de maio de 2020, o ex-presidente dos Estados Unidos Donald Trump anunciou que Slaoui administraria o desenvolvimento de uma vacina do governo norte-americano para tratar a doença.